# Pterostichus licinoides
Pterostichus licinoides är en skalbaggsart som beskrevs av Victor Ivanovitsch Motschulsky. Pterostichus licinoides ingår i släktet Pterostichus och familjen jordlöpare. Inga underarter finns listade i Catalogue of Life.